# NGC 4693
NGC 4693 је спирална галаксија у сазвежђу Змај која се налази на NGC листи објеката дубоког неба.
Деклинација објекта је + 71° 10' 34" а ректасцензија 12h 47m 9,0s. Привидна величина (магнитуда) објекта NGC 4693 износи 13,3 а фотографска магнитуда 14,0. NGC 4693 је још познат и под ознакама UGC 7962, MCG 12-12-18, CGCG 335-23, IRAS 12452+7126, PGC 43141.